# 39号州际公路
39号州际公路（英語：Interstate 39）是一条南北方向的州际公路。该公路连接了伊利诺伊州诺默尔和威斯康辛州马拉松县，全长306.14英里。